# Чмир Олена Сергіївна
Чмир Олена Сергіївна (17 жовтня 1968) — український науковець у галузі економіки й наукознавства, доктор економічних наук, професор.
Заступник директора з наукової роботи, завідувач відділу державного інвестиційної політики та інноваційного розвитку Науково-дослідного економічного інституту Міністерства економічного розвитку і торгівлі України.
Alma mater Київський інститут народного господарства ім. Д. С. Коротченко (нині — Київський національний економічний університет ім. В. Гетьмана)
Член редакційної колегії наукових періодичних фахових видань: збірника наукових праць «Формування ринкових відносин в Україні» (Київ), наукового вісника Полтавського національного технічного університету ім. Юрія Кондратюка та часопису Хмельницького університету управління та права.
Член Спеціалізованої вченої ради Д 26.801.01 при НДЕІ та Спеціалізованої вченої ради Д 44.052.03 при Полтавському національному технічному університеті ім. Юрія Кондратюка.
Підготувала низку науково-аналітичних матеріалів для Кабінету Міністрів України, Верховної Ради України, Міністерства економічного розвитку і торгівлі України, Міністерства фінансів України, Міністерства транспорту України, Міністерства надзвичайних ситуацій України, Мінської районної державної адміністрації м. Києва, Скадовської міської державної адміністрації, Хмельницької обласної державної адміністрації та інших державних установ.
Була одним з розробників проектів законів України «Про загальні засади створення та функціонування спеціальних (вільних) економічних зон» і «Про транскордонне співробітництво», базових положень Концепції та Програми розвитку в Україні СЕЗ і ТПР, Програми розвитку єврорегіонів, автором методичних та організаційних засад проведення комплексного аналізу функціонування особливих територіально-господарських утворень, методичних рекомендацій з оцінювання непродуктивного відпливу капіталу. Наукові та прикладні розробки Чмир О. С. покладені в основу відповідних нормативно-правових актів Верховної Ради України, Кабінету Міністрів України, Міністерства економічного розвитку і торгівлі України.
Спеціаліст з питань механізмів стимулювання регіонального розвитку, особливих територіально-господарських утворень, транскордонного і міжтериторіального співробітництва, міжнародного руху фінансових ресурсів, інвестиційної та інноваційної політики.
Під керівництвом та при безпосередній участі Чмир О. С. виконано більше 50 наукових досліджень.
Бере активну участь у підготовці кадрів вищої кваліфікації.
Здійснює наукове керівництво аспірантами і здобувачами наукового ступеня кандидата економічних наук, є науковим консультантом докторантів.
Підготувала 1 доктора та 10 кандидатів економічних наук зі спеціальностей «економіка та управління національним господарством», «розвиток продуктивних сил і регіональна економіка», «фінанси, грошовий обіг і кредит».
Має 20-ти річний стаж педагогічної роботи, зокрема — у вищих закладах освіти III—IV рівня акредитації.
Опублікувала більше 130 наукових робіт науково-практичного та навчально-методичного характеру.
Є автором 8-ми монографій, 1-го підручника та 2-х навчальних посібників. Має 4 авторські свідоцтва , .

## Основні публікації

### Монографії та навчальні посібники
1. Вітчизняна практика та світовий досвід СЕЗ і ТПР: монографія / О. С. Чмир, В. Г. Панченко, Ю. В. Гусєв, В. І. Пила; наук. ред. О. С. Чмир. — К.:Постер Принт, 2013. — 252 с.
2. Методологія наукових досліджень: підручник / О. С. Чмир, Д. М. Стеченко. — К.: Знання, 2007. — 317 с.
3. Сучасна регіональна політика і транскордонне співробітництво / В. І. Пила, О. С. Чмир, О. А. Гарасюк, Т. В. Терещенко. — Хмельницький: Вид-во ХУУП, 2006. — 412 с.
4. Спеціальні (вільні) економічні зони і території пріоритетного розвитку (науково-методичні аспекти): монографія / Чмир О. С. — К.: НДЕІ Міністерства економіки України, Східний видавничий дім, 2001. — 276 с.
5. Особливі територіально-господарські утворення: СЕЗ і ТПР: навчальний посібник / О. С. Чмир, В. І. Пила. — Хмельницький: ХІУП, 2000. — 312 с.
6. Регіональна політика: методичний посібник / [Чмир О. С. та ін.]. / за ред. В. Ф. Бесєдіна. — К.: Науковий світ, Т.1. — 2000.- С. 100—102.
7. Методичні рекомендації з розробки програм соціально-економічного і культурного розвитку міста та адміністративного району / [Чмир О. С. та ін.]. — К.: Науково-дослідний економічний інститут, 1999.- 80 с.
8. Спеціальні (вільні) економічні зони: теорія та практика: навчальний посібник / О. С. Чмир, В. І. Пила. — К.: Київ. держ. торг. — екон. ун-т, 1998. — 328 с.

### Статті, доповіді
9. Concept of green growth economy: the new roadmap for Ukraine /Chmyr O.S., Khomenko Y.V. — Information Technologies, management & society. The 11-th international Conference, April 18-19, 2013, Riga, Latvia
10. Проблеми та перспективи формування основ «зеленої» економіки в Україні: державна політика та суспільна підтримка / Чмир О. С. — // Формування зеленої економіки і впровадження чистих технологій: круглий стіл (Київ, 26 липня 2013). відп. ред. В. С. Шовкалюк. — К.: КНТЕУ, 2013 -С.167-173
11. Методичні підходи до оцінювання діяльності органів державної влади та місцевого самоврядування / Чмир О. С., Арзянцева Д. А. — Управлінське лідерство: колективна монографія / За заг.ред. В. В. Толкованова. — Хмельницький: П. П. Мельник А. А., 2013. -С.118-134
12. Досвід країн Європейського Союзу в організації «зелених» державних закупівель / Чмир О. С., Захаркевич Н. П. — Стратегічні напрямки соціально-економічного розвитку держави в умовах глобалізації: збірника тез Міжнародної науково-практичної конференції (м. Хмельницький, 18-20 квітня 2013 року). — Хмельницький: Хмельницький університет управління та права, 2013. -С.468-473.
13. Щодо перспектив відновлення діяльності в Україні територій зі спеціальним режимом економічної діяльності / Чмир О. С., Пила В. І. //Формування ринкових відносин. — 2012. — 5 (132). — С.122-127
14. Державно-приватне партнерство у науково-технічній та інноваційній сфері: теоретичні засади та практичні проблеми впровадження в Україні / Чмир О. С., Єгоров І. Ю. Шкворець Ю. Ф. // Наука та наукознавство. — 2012. — № 3. — 98-110
15. Непродуктивний відплив фінансових ресурсів за межі України: методи оцінювання та можливості державного регулювання Чмир О. С., Кваша Т. К. //Збірник тез доповідей міжнародної науково-практичної інтернет-конференції «Фінансова безпека та стратегічний розвиток держави». — Полтава: Верстка, 2012. -С.228-230
16. Методичні засади оцінювання інвестиційної привабливості галузей (видів економічної діяльності) та їх апробація в Україні / О. С. Чмир // Формування ринкових відносин. — 2011. — № 7-8. — С.43-51.
17. Комплексне оцінювання структурних зрушень в економіці / О. С. Чмир, С. В. Захарін, О. Ф. Михайленко // Формування ринкових відносин в Україні: зб. наук. праць. / наук. ред. І. Г. Манцурова. — К.: НДЕІ, 2011. — № 9. — С.3-7.
18. Наукові підходи до формування управлінських рішень у галузі інвестиційної політики відповідно до визначених пріоритетів: зб. тез Всеукр. наук.-практич. конф., присвяченої 15-й річниці прийняття Конституції України ["Конституційні засади державного управління та місцевого самоврядування в Україні"], (Хмельницький, 17 червня 2011 р.). — Хмельницький: Хмельницький університет управління та права, 2011. — С. 300—304.
19. Аналіз результатів функціонування вітчизняної системи СЕЗ і ТПР та перспективи її подальшого розвитку / О. С. Чмир, В. І. Пила, В. М. Хілько // Формування ринкових відносин в Україні: зб. наук. праць. / наук. ред. І. Г. Манцурова. — К.: НДЕІ, 2011. — № 10. — С. 173—185.
20. Методичні аспекти оцінки стану макроекономічної безпеки держави / О. С. Чмир, Т. К. Кваша // Вісник Бердянського університету менеджменту і бізнесу. — 2010. — № 1(9). — С. 40-50.
21. Аналіз основних методичних підходів до комплексної оцінки соціально-економічного розвитку територій / О. С. Чмир // Інвестиційно-інноваційний розвиток економіки регіону: зб. / під заг. ред. В. В. Оскольского — Київ., 2010. — С.257-270.
22. Напрями удосконалення методичних засад прогнозування динаміки регіонального розвитку / О. С. Чмир // Науково-теоретичний журнал Дніпропетровської державної фінансової академії. — 2008. — № 1 (19). — С.164-170.
23. Вивезення капіталу як фактор економічної безпеки держави / О. С. Чмир // Теорія та практика державного управління: збірник наукових праць. — 2008. — Вип.1(20). — С.224-231.
24. Научные подходы к прогнозированию развития регионов // Університетські наукові записки / О. С. Чмир, Я. В. Хоменко / Часопис Хмельницького університету управління та права. — 2008. — № 3 (II спецвипуск). — С. 89-93.
25. Науково-методичні підходи до комплексної оцінки відпливу фінансових ресурсів за межі України / О. С. Чмир, В. І. Пила, В. К. Антошкін // Вісник Бердянського університету менеджменту і бізнесу. — 2008. — № 4. — С. 9-17.
26. Щодо перспектив створення та функціонування в Україні промислових парків / О. С. Чмир, О. А. Гарасюк // Державотворчі процеси і соціально-економічні моделі розвитку України на сучасному етапі: Збірник наукових статей. — Донецьк: ТОВ «Юго-Восток, Лтд», 2007. — С.159-164.